# Nkulunkulu Mnikati wetibusiso temaSwati
Nkulunkulu Mnikati wetibusiso temaSwati (traduzido de suazi aa língua portuguesa como "Senhor nosso Deus, dono das bençãos de Essuatíni") é o hino nacional de Essuatíni.
Foi adotado em 1968, com letra de Andrease Enoke Fanyana Simelane e composição de David Kenneth Rycroft.